# Muraena robusta
Muraena robusta är en fiskart som beskrevs av Osório, 1911. Muraena robusta ingår i släktet Muraena och familjen Muraenidae. Inga underarter finns listade i Catalogue of Life.